# فيدا غويرا
فيدا غويرا (بالإسبانية: Vida Guerra)‏ وهي عارضة أزياء كوبية المولد أمريكية الجنسية ولدت في يوم 19 مارس 1974 في مدينة هافانا عاصمة كوبا وظهرت في عدة صور في مجلة إف إتش إم.

## روابط خارجية
- فيدا غويرا على موقع IMDb (الإنجليزية)
- فيدا غويرا على موقع ألو سيني (الفرنسية)
- فيدا غويرا على موقع ميوزك برينز (الإنجليزية)
- فيدا غويرا على موقع أول موفي (الإنجليزية)
- فيدا غويرا على موقع إن إن دي بي (الإنجليزية)
- فيدا غويرا على موقع قاعدة بيانات الفيلم (الإنجليزية)
- فيدا غويرا على موقع كينوبويسك (الروسية)